# Manina
La manina (chiamata anche, dai paleografi e codicologi, con l’equivalente nome latino manicula) è un segno a forma di mano disegnato ai margini di una pagina, mediante il quale si vuole porre evidenza su un particolare passo del testo, per determinati motivi.
La mano viene rappresentata chiusa e con l'indice rivolto verso la parte di testo interessata; spesso risulta assai stilizzata e l'indice può essere rappresentato molto più lungo del normale.

## Nomi in altre lingue
In inglese è chiamata anche index e fist ("pugno", quest'ultimo traduzione del termine latino) e, con un altro termine latino, indicationum.

## Storia

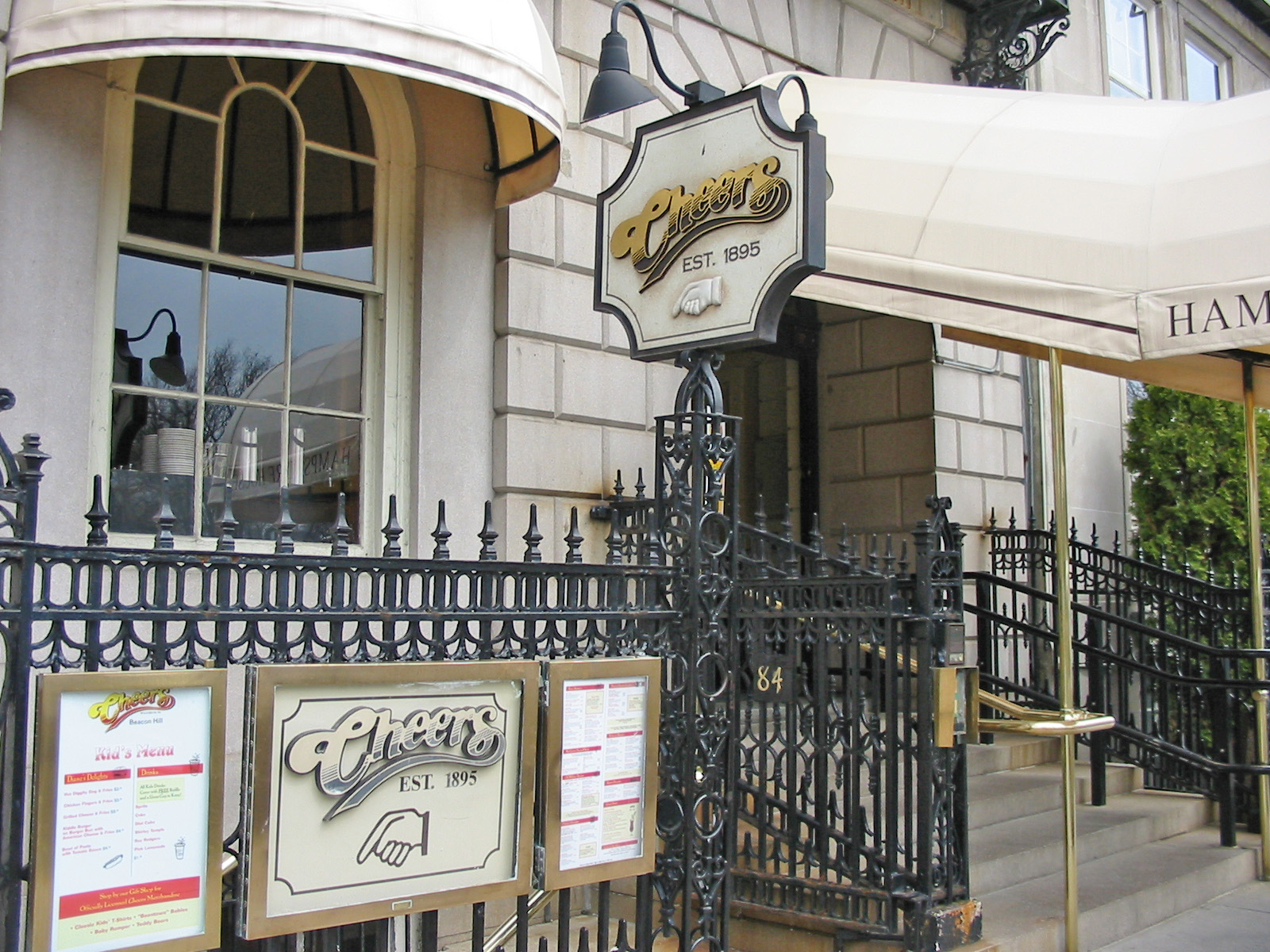
Manine usate nella segnaletica all'esterno del locale Cheers Beacon Hill a Boston

Alquanto raro al giorno d'oggi, l'uso della manina si è diffuso nel XII secolo ed è perdurato fino al XVIII secolo. Il simbolo veniva utilizzato ai margini dei libri, ed era formalmente incluso nelle liste dei segni di punteggiatura standard.
Le manine più antiche di cui si ha conoscenza si trovano su alcuni manoscritti spagnoli del XII secolo. Divennero più comuni fra il 1300 ed il 1400 in Italia, molto più elaborate, talvolta rappresentate con sfumature o ornamenti artificiosi. Dopo che il torchio calcografico ebbe acquisito popolarità, il simbolo divenne un carattere stampabile e, dal 1400 al 1700, era raffigurato generalmente orizzontale e di dimensioni ridotte e uniformi. Fra il 1800 e il 1900, l'uso della manina fu esteso a pubblicazioni, avvisi pubblicitari e segnaletica direzionale.
Durante la diffusione dell'informatica e la conseguente evoluzione in campo tipografico ed editoriale, la manina cessò di essere usata, probabilmente a causa delle dimensioni e della difficoltà di impaginarla correttamente, visti anche i primi font per computer a dimensione fissa e a bassa risoluzione. Non fu infatti inclusa fra i simboli ASCII (tuttavia, in seguito venne inclusa in Unicode).

## Uso

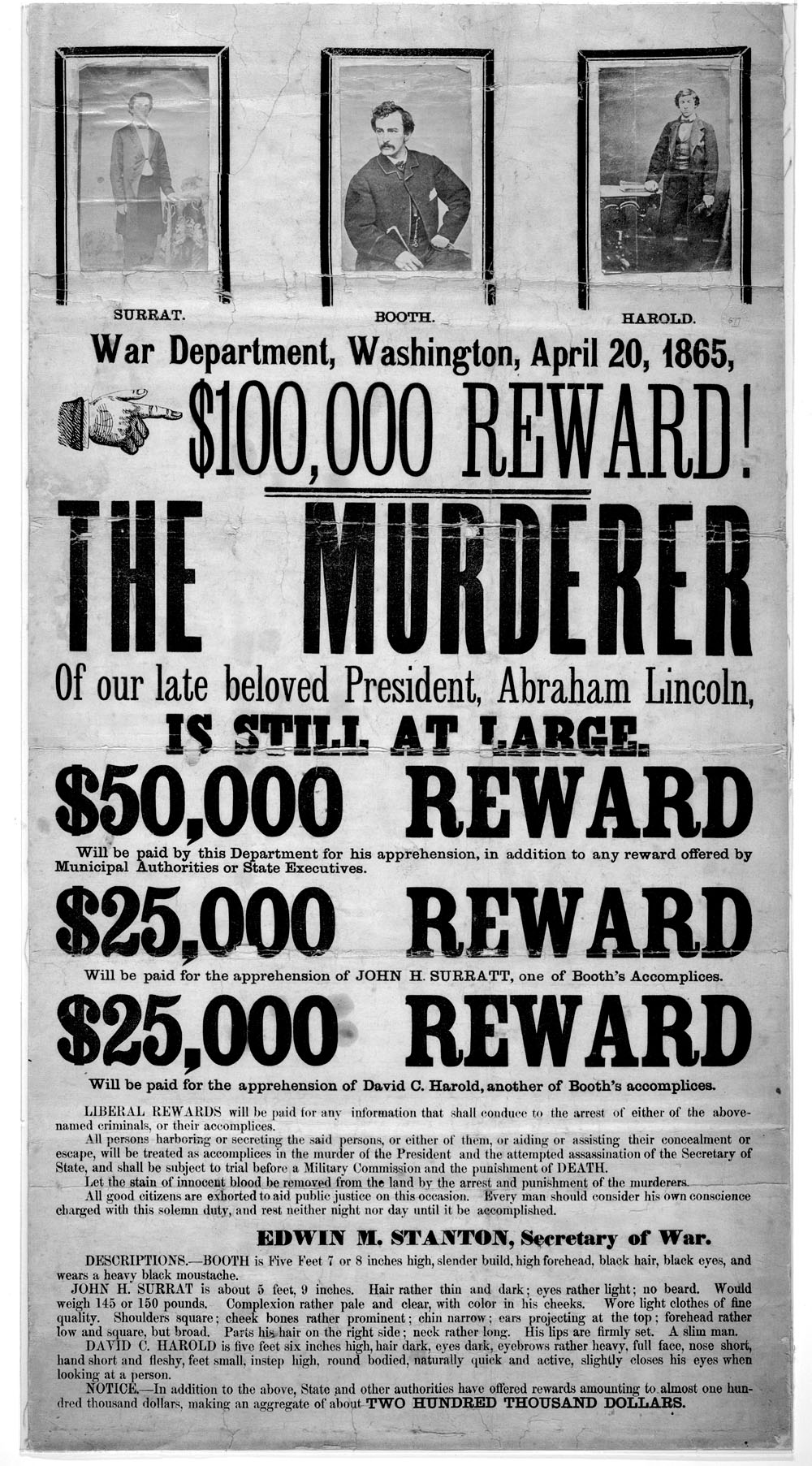
Un wanted poster che raffigura John Wilkes Booth e suoi complici nell'assassinio di Abraham Lincoln. La manina indica la taglia complessiva.

L'obiettivo tipico di questo simbolo è attirare l'attenzione del lettore su un testo importante, funzione condivisa da avvisi testuali come "attenzione" o "nota bene".
Si possono riscontrare anche usi non convenzionali della manina, ad esempio in alcuni cosiddetti "fingerpost" (un particolare tipo di segnale stradale). Lo United States Postal Service, invece, la adoperò come marchio per l'indirizzo di ritorno al mittente ("return to sender").
Il simbolo 👆 rivolto verso l'alto, è spesso adottato dal cursore del mouse nelle interfacce grafiche per indicare un oggetto che può essere manipolato (come in Adobe Acrobat o Photoshop); il primo uso in tal senso è attribuito a Xerox Star. La maggior parte dei browser usano lo stesso simbolo per indicare un collegamento ipertestuale cliccabile. CSS 2.0 permette di impostare la proprietà "cursor" a "hand" (mano) o "pointer" (puntatore generico) per forzare il cursore ad un determinato simbolo quando si passa su un oggetto HTML; la proprietà "move" può invece produrre una mano con pugno chiuso (visualizzata quando si trascina un oggetto).

## Unicode
In Unicode esistono dieci codici per altrettante diverse manine.
| Codice  | Simbolo |
| ------- | ------- |
| U+261A  | ☚       |
| U+261B  | ☛       |
| U+261C  | ☜       |
| U+261D  | ☝       |
| U+261E  | ☞       |
| U+261F  | ☟       |
| U+1F446 | 👆      |
| U+1F447 | 👇      |
| U+1F448 | 👈      |
| U+1F449 | 👉      |

Inoltre, il font dingbat Wingdings 2, disponibile in tutte le versioni di Microsoft Windows da Windows 95, include 16 varianti di manina, e l'originale Wingdings dispone di altre quattro (simili ai simboli Unicode bianchi).